# Nicolás y Alejandra
Nicolás y Alejandra (título original en inglés: Nicholas and Alexandra) es una película británica dirigida en 1971 por Franklin J. Schaffner que cuenta la historia de Nicolás II, último zar de Rusia, y de su esposa, la zarina Alejandra, de 1904 a 1918. Fue rodada en España y Yugoslavia.

## Argumento
En 1904, Nicolás II, que acaba de tener un hijo, está preocupado por la guerra ruso-japonesa, que acaba de comenzar, y por las reclamaciones cada vez más insistentes de su pueblo que desea un gobierno representativo. El conde Witte y el gran duque Nicolás le aconsejan acabar la guerra en los plazos más breves y liberalizar un poco su régimen, pero el zar quiere ser fiel a la autocracia legada por su padre.
El joven heredero Alexis pronto es diagnosticado como hemofílico. Su madre Alejandra, emperatriz histérica poco querida por la familia de su marido, cae bajo el encanto de un campesino siberiano, Rasputín, que la convence de que él puede ser capaz de curar al niño. Nicolás II comienza a creer en su poder.
Mientras que Lenin, Trotski y Stalin están fundando el Partido bolchevique en Londres, una manifestación de obreros que es llevada por el propio Georgi Gapón y que pide una liberalización del régimen, es reprimida duramente por los soldados que disparan sobre la muchedumbre. Nicolás se queda horrorizado cuando se entera de la matanza, pero esto no le convence para acceder a las demandas de su pueblo.
Ocho años más tarde, en vísperas del tricentenario de la dinastía de los Romanov, la familia imperial está de vacaciones en Livadia (Crimea). Nicolás II recibe allí la visita de su nuevo primer ministro Stolypin que le declara que hay que alejar a Rasputín, que está llevando una vida de desenfreno en San Petersburgo y que está desacreditando toda la monarquía. A pesar de las protestas de Alejandra, el zar consiente en alejar a Rasputín. Poco después de las fiestas del Tricentenario, Stolypin es asesinado en el momento de una representación en la ópera de Kiev. Nicolás reacciona disolviendo la Duma y enviando a la policía a aterrorizar a los campesinos quemando sus casas.
Durante una estancia en Polonia, Alexis tiene la peor crisis de hemofilia desde su nacimiento. Los médicos no pueden o no se atreven a hacer nada. Alejandra exige llamar de Rasputín en su ayuda. El falso monje consigue calmar el dolor de Alexis hablándole al teléfono.
1914: comienza la Primera Guerra Mundial. Alemania declara la guerra a Rusia; el gran duque Nicolás es nombrado comandante supremo de las tropas. Un año más tarde, en respuesta a terribles derrotas, Nicolás II decide tomar él mismo el mando. En San Petersburgo, Alejandra gobierna el Imperio en su lugar bajo la influencia oculta de Rasputín. Dos príncipes decadentes, el gran duque Dimitri y el príncipe Youssoupov, acaban por asesinar a Rasputín en diciembre de 1916.
Febrero de 1917: es la Revolución. Los soldados se niegan a tirotear a los millares de manifestantes que invaden la capital. En el tren que lo devuelve a Petrogrado, Nicolás II es forzado de abdicar. Kerenski, el nuevo jefe del gobierno, exilia a los Romanov a Siberia donde pasan el invierno 1917-1918. Iakovlev llega de Moscú en la primavera de 1918 y es encargado de devolver al zar a la nueva capital, donde el nuevo gobierno de Lenin sueña, al parecer, con llevarle a juicio. El tren que devuelve a la familia imperial es obligado pararse en Ekaterinburgo donde el Sóviet local decide hacerse cargo de él. Llevados a la casa Ipatiev, los Romanov sufren allí numerosas preocupaciones. Su carcelero, Iourovski, recibe el orden de ejecutarlos. Los Romanov son finalmente asesinados en una habitación de la planta baja de la casa.

## Reparto y doblaje
| Actor               | Personaje                    | Actores de doblaje (España) |
| ------------------- | ---------------------------- | --------------------------- |
| Michael Jayston     | Nicolás II                   | Ángel María Baltanás        |
| Janet Suzman        | Alejandra                    | Celia Honrubia              |
| Roderic Noble       | Alexis                       |                             |
| Ania Marson         | Olga                         | María Luisa Rubio           |
| Lynne Frederick     | Tatiana                      |                             |
| Candace Glendenning | María                        |                             |
| Fiona Fullerton     | Anastasia                    |                             |
| Laurence Olivier    | Conde Witte                  | José María Caffarel         |
| Harry Andrews       | Gran Duque Nicolás           | Julio Núñez                 |
| Irene Worth         | Zarina María Fiódorovna      | Ana Díaz Plana              |
| Tom Baker           | Rasputín                     | Vicente Bañó                |
| Jack Hawkins        | Conde Fredericks             |                             |
| Timothy West        | Doctor Botkin                | Joaquín Escola              |
| Jean-Claude Drouot  | Señor Gilliard               | José Luis Yzaguirre         |
| John Hallam         | Nagorny                      |                             |
| Guy Rolfe           | Doctor Fedorov               |                             |
| John Wood           | Coronel Kobylinsky           | Antolín García              |
| Eric Porter         | Pyotr Stolypin               | José María Cordero          |
| Michael Redgrave    | Sergéi Sazónov               | Juan Miguel Cuesta          |
| Maurice Denham      | Vladimir Kokovtsov           | Fernando Nogueras           |
| Ralph Truman        | Mijail Rodzyanko             |                             |
| Gordon Gostelow     | Aleksandr Guchkov            |                             |
| John McEnery        | Aleksandr Kérensky           | Luis Carrillo               |
| Michael Bryant      | Lenin                        | Francisco Arenzana          |
| Brian Cox           | Trotski                      | Federico Guillén            |
| James Hazeldine     | Stalin                       |                             |
| Steven Berkoff      | Pankratov                    |                             |
| Ian Holm            | Comisario Yakovlev           | Manolo García               |
| Alan Webb           | Yákov Yurovski               |                             |
| Roy Dotrice         | General Alexeiev             | Héctor Cantolla             |
| Richard Warwick     | Gran Duque Dimitri Pavlovich | Víctor Agramunt             |
| Martin Potter       | Félix Yusúpov                |                             |
| Alexander Knox      | Embajador americano          | Manuel De Juan              |
| Curd Jürgens        | Cónsul alemán                | Rafael De Penagos           |
| Julian Glover       | Georgi Gapón                 | Roberto Cuenca Martínez     |

## Producción y rodaje
La película fue una gran superproducción que se filmó en diversos lugares de España y de Yugoslavia. Las numerosas escenas palaciegas se filmaron en los palacios reales de La Granja, Aranjuez, Madrid.

## Premios
| Premio       | Categoría                 | Candidato                                                     | Resultado |
| ------------ | ------------------------- | ------------------------------------------------------------- | --------- |
| Óscar (1971) | Mejor película            | Mejor película                                                | Nominada  |
| Óscar (1971) | Mejor actriz              | Janet Suzman                                                  | Nominada  |
| Óscar (1971) | Mejor fotografía          | Freddie Young                                                 | Nominado  |
| Óscar (1971) | Mejor dirección artística | John Box Ernest Archer Jack Maxsted Gil Parrondo Vernon Dixon | Ganadores |
| Óscar (1971) | Mejor banda sonora        | Richard Rodney Bennett                                        | Nominado  |
| Óscar (1971) | Mejor diseño de vestuario | Yvonne Blake Antonio Castillo                                 | Ganadores |